# Were Di (vereniging)
WERE DI, Verbond van Nederlandse Werkgemeenschappen (verkort Were Di vzw) was een vereniging van Vlaams-nationalistische inspiratie, actief in Vlaanderen en in mindere mate in Nederland, die streefde naar een verenigd Dietsland.
De vereniging werd opgericht in 1963 en in vereffening gesteld in 2007 (Belgisch Staatsblad van 28 december 2007). Het in 1956 gestichte tijdschrift Dietsland-Europa werd het maandblad van de nieuwe vereniging; Karel Dillen was daarvan de hoofdredacteur en die werd van 1965 tot 1975 de voorzitter van Were Di. Het archief van Were Di wordt bewaard door het Archief en Documentatiecentrum voor het Vlaams-nationalisme.